# Scotiptera venatoria
Scotiptera venatoria là một loài ruồi trong họ Tachinidae.